# Де ла Пенья, Луис Хосе
Луис Хосе де ла Пенья (26 октября 1796 года, Буэнос-Айрес — 3 февраля 1871 года, Буэнос-Айрес) — аргентинский политик, многократный министр иностранных дел Аргентинской Конфедерации в правительстве Хусто Хосе де Уркиса.

## Биография
Сын испанца и аргентинки, окончил престижный колледж Сан-Карлос в Буэнос-Айресе, затем Национальный университет Кордовы (в 1818), получив звание доктора философии и теологии.
Вернувшись в Буэнос-Айрес, работал профессором и проректором в Colegio de la Unión (1826–1830).
Поддержал декабрьский переворот Хуана Лавалье в декабре 1828 года, но уже в следующем году эмигрировал в Уругвай и жил в г. Мерседес.
Президент Мануэль Орибе изгнал его из Уругвая в 1837 году, но он вернулся после победы Ф. Риверы в начале 1839 года. Поселился в Монтевидео, где долгое время отвечал за организацию среднего образования в столице Уругвая и участвовал в создании уругвайского Республиканского университета, в котором заведовал кафедрой философии, а позже стал проректором.
Во время событий 1852 года отправился сначала в Парану, затем в Монтевидео и Рио-де-Жанейро, чтобы убедить  правительства Уругвая и Бразилии в том, что единственное законное правительство - это правительство Уркисы, с чем справился.
Вскоре после битвы при Касеросе (1852 год) вернулся в Буэнос-Айрес и в октябре 1858 года был назначен министром иностранных дел сначала в новом правительстве генерала Х. Уркисы, а после этого в правительстве Сантьяго Дерки.
Его главная миссия состояла в том, чтобы получить поддержку против мятежников, а также усилия по их мирной реинтеграции.
Вёл переговоры с президентом Парагвая К. А. Лопесом о пограничных проблемах и взаимном признании.  Он был главным подписантом Пакта Сан-Хосе де Флорес, который прекратил многолетнее противостояние в Аргентине.
Подписал от имени президента Уркисы мирный договор с Испанией, в котором Испания наконец признала независимость Аргентины на условии, что дети испанцев, родившихся в стране, будут считаться гражданами Испании (позже президент Б. Митре подписал новый договор, в котором этот пункт отсутствовал).
Когда к власти пришёл президент Сантьяго Дерки, де ла Пенья вернулся в Буэнос-Айрес и попытался вновь играть роль посредника в аргентинской медоусобице, когда в 1861 году снова началась война, но его попытки не увенчались успехом.
После битвы при Павоне, завершившего гражданскую войну в Аргентине 17 сентября 1861 года и поражения войск Уркисы, роспуска правительства Аргентинской конфедерации и объединения Аргентинской Республики под главенством провинции Буэнос-Айрес в качестве доминирующего члена государства, посвятил себя консультированию новых национальных органов власти (до 1862 года, когда перешёл от политической к педагогической деятельности).
В 1865 году занял должность директора школ в провинции Буэнос-Айрес и члена Национального совета общественного образования, продолжая преподавать философия и литературу в в Университете Буэнос-Айреса.
Умер 4 февраля 1871 года, став одним из первых жертв эпидемии жёлтой лихорадки в Буэнос-Айресе.